# الکساندرو اپورئانو
الکساندرو اپورئانو (انگلیسی: Alexandru Epureanu؛ زادهٔ ۲۷ سپتامبر ۱۹۸۶) بازیکن فوتبال اهل مولداوی است.
از باشگاه‌هایی که در آن بازی کرده‌است می‌توان به باشگاه فوتبال زیمبرو کیشیناو، باشگاه فوتبال کریلیا سووتوف سامارا، باشگاه فوتبال آنژی مخاچ‌قلعه، باشگاه فوتبال دینامو مسکو، باشگاه فوتبال استانبول باشاک‌شهر، باشگاه فوتبال شریف تیراسپول، و باشگاه فوتبال مسکو اشاره کرد.
وی همچنین در تیم‌های ملی فوتبال زیر ۲۱ سال مولداوی و مولداوی بازی کرده‌است.